# Palpoteleia simplex
Palpoteleia simplex är en stekelart som först beskrevs av Alan Parkhurst Dodd 1914.  Palpoteleia simplex ingår i släktet Palpoteleia och familjen Scelionidae. Inga underarter finns listade i Catalogue of Life.